# Rareș Bogdan
Rareș Bogdan, née le 17 septembre 1974 à Ocna Mureș, est un journaliste et homme politique roumaine membre du Parti national libéral (PNL). Il était tête de liste du PNL pour les élections européennes de 2019.

## Biographie

### Formation et vie professionnelle
Il est diplômé de l'école générale Lucian Blaga, du lycée théorique Petru Maior et de l'université Babeș-Bolyai de Cluj-Napoca. Il commence à travailler dans la presse en 2004 en tant que fondateur du quotidien Ziua de Cluj et est devenu associé à Realitatea TV.